# Paraneetroplus gibbiceps
Paraneetroplus gibbiceps es una especie de peces de la familia Cichlidae en el orden de los Perciformes.

## Morfología
Los machos pueden llegar alcanzar los 23 cm de longitud total.

## Hábitat
Es una especie de clima tropical que vive entre 23 °C-26 °C de temperatura.

## Distribución geográfica
Se encuentra en la vertiente atlántica de Centroamérica:  cuenca del río Usumacinta (México ).